# リートベルク美術館

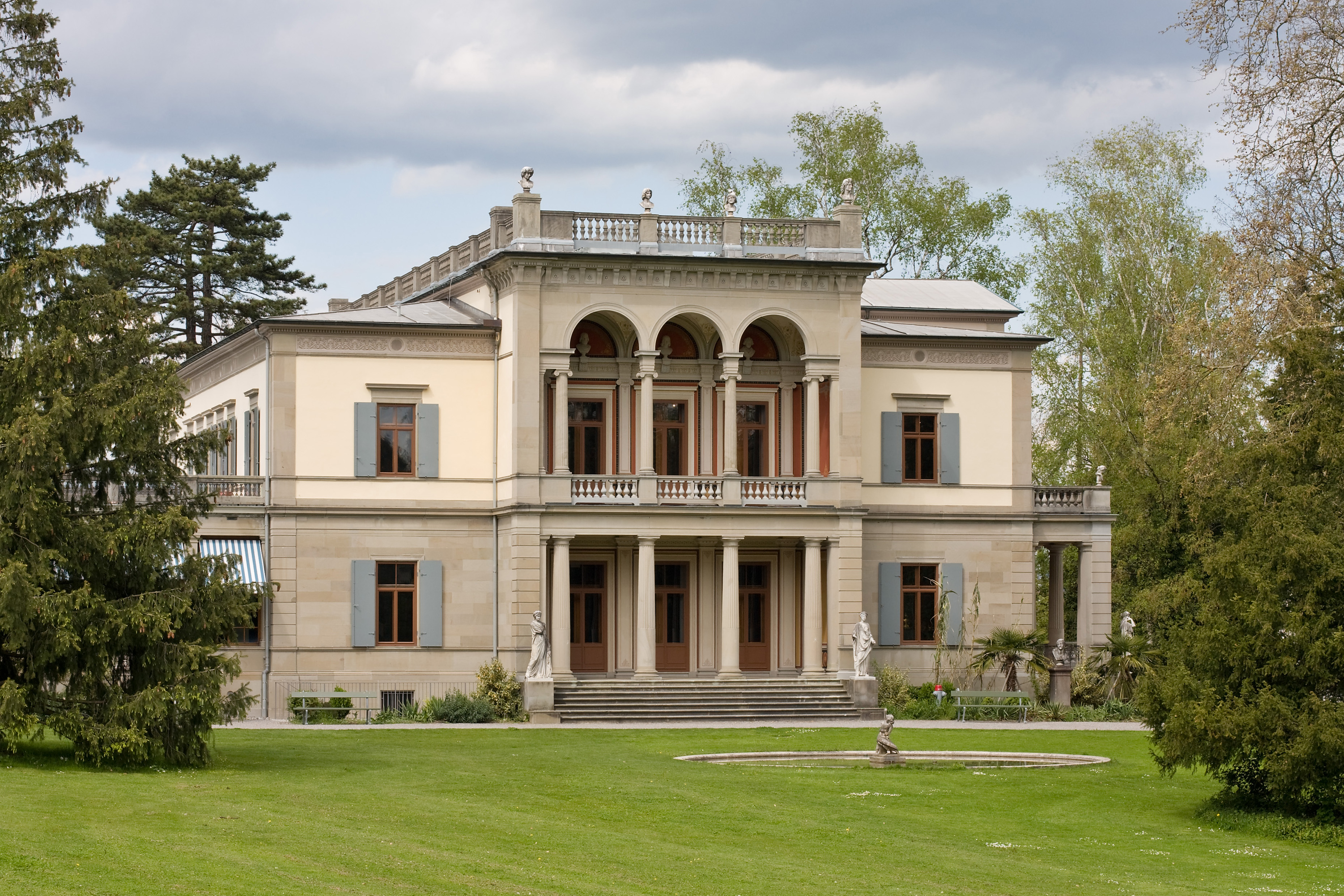
リートベルク美術館の本館は、ベーゼンドック館にある。

リートベルク美術館は、アジア、アフリカ、アメリカ、及びオセアニアの美術品を展示する美術館。スイスでは唯一ヨーロッパ 以外の文化についての美術館で、チューリッヒで三番目に大きな美術館になる。市が運営している美術館としてはこれが最大のものになる。
年平均で、110,000人ほどの入場者があるが、2007年には、157,000人の来訪者を記録している。

## 所在地と建物について
チューリッヒの中心部に17-エーカー (69,000 m2)の敷地があるリーターパークに位置し、いくつかの歴史的建造物から構成されている。19世紀半ばに米国から移住してきたドイツ人オットー･ヴェゼンドンクが建てたヴェーゼンドンク館、無憂館(「倉庫」)、リーターパーク荘、そしてシェーンベルク舘である。2007年にアルフレット・グラジオーリとアドルフ・クリーシャニッツの設計による新館「エメラルド館」という愛称で知られている建物が追加された。これによって、美術館の展示スペースは二倍近くになった。リーターパークは、チューリッヒ・エンゲ駅近くにあり、トラムの路線#7やバスの路線#33でも行くことができる。

## 歴史
1940年代前半、チューリッヒ市は、リーターパークとヴェーゼンドンク館を購入。1949年、エドゥアルト・フォン・デア・ハイト男爵が1945年に市に寄贈した美術コレクションを展示する美術館とするためにこの建物を改築することの是非を問う住民投票が行なわれ、計画は多数の支持を得られた。 この作業は、1951年から52年にかけて、建築家のアルフレート・グラトマンの指導のもとに行われた。リートベルク美術館は、1952年5月24日に開館に至った。 1956年まで館長を務めたのは、スイスの表現主義の画家、ヨハネス・イッテンである。1976年には、市は取り壊しの危機にひんしていたシェーンベルク館を獲得、1978年に美術館の別館として開館させた。今日、美術館が管理する貸出不可の関係書の図書館として利用されている。

## 組織と運営
チューリッヒ市の市長直轄の部門によって運営されている。2007年には100人近い人たちを雇用した。運営資金のほぼ半分は市の出費で、残りの半分は税金やスポンサー、慈善団体からの収入で賄われている。新規の購入資金はほとんどが寄付によるものである。 

## 出版活動
1952年に開館して間もなく、出版社を立ち上げる。当初は、アジア、アフリカの美術作品のカタログ、またときになにがしかの美術品の専門的な解説パンフレットを制作するにとどまっていた。1985年から美術館の本格的な出版活動が盛んになる。それは偶々その年に美術館が企画したかなり大規模な展示会との関係で、始まったもので、以後、毎年4-7冊の本を刊行している。1991年から「アジアの美術」(Artibus asiae)と題する半年1冊アジアの美術と考古学の専門誌も出版している。

## ギャラリー

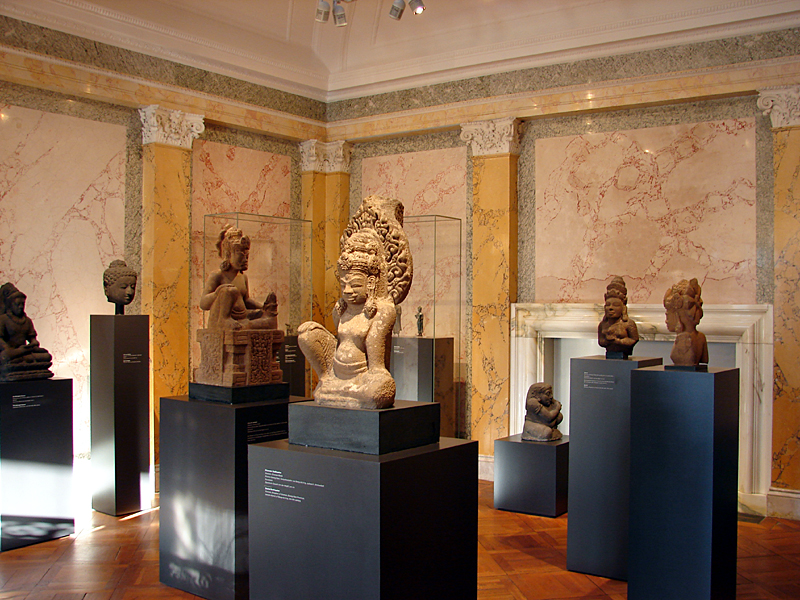
ヴェーゼンドンク館
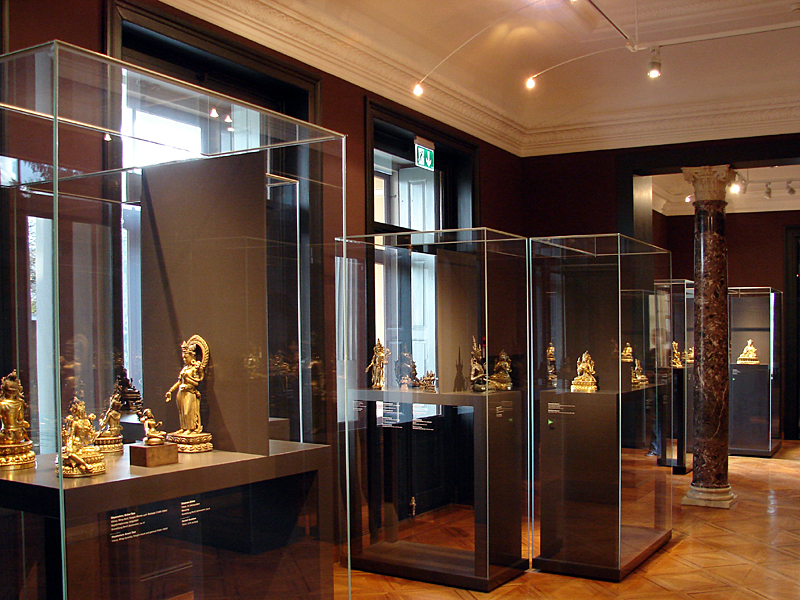
ヴェーゼンドンク館
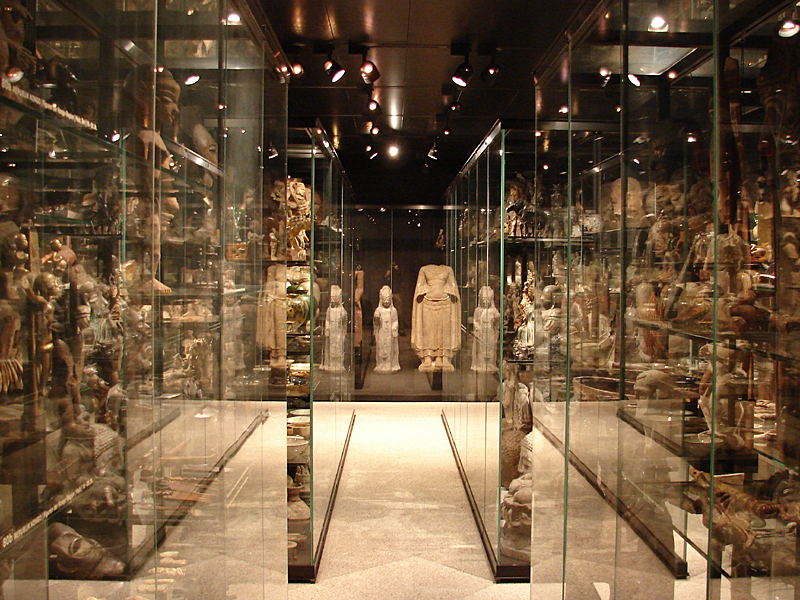
倉庫の展示物
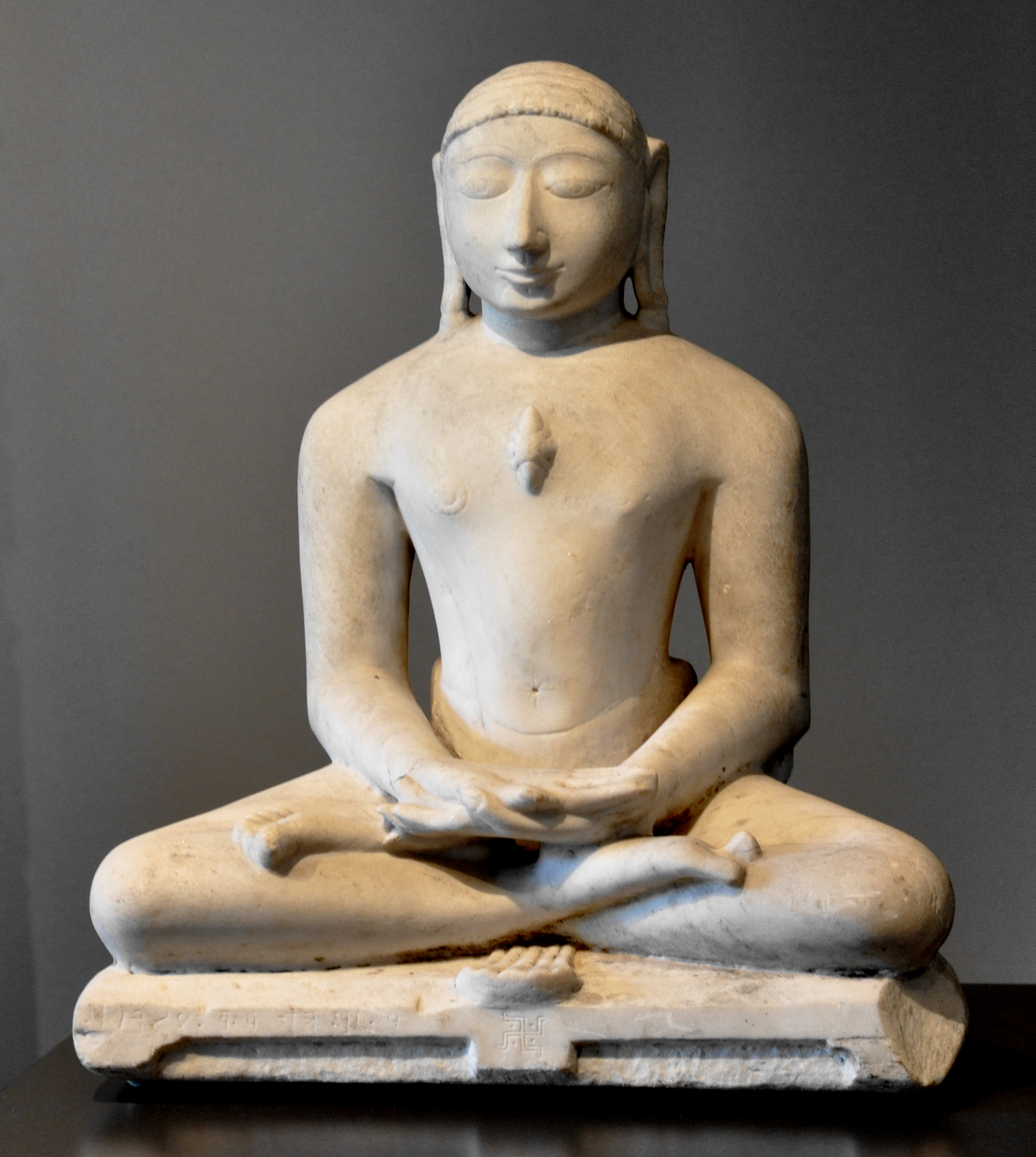
14世紀インドのIdol of Suparśvanātha, the 7th Jain Tīrthankara, India, 14th century
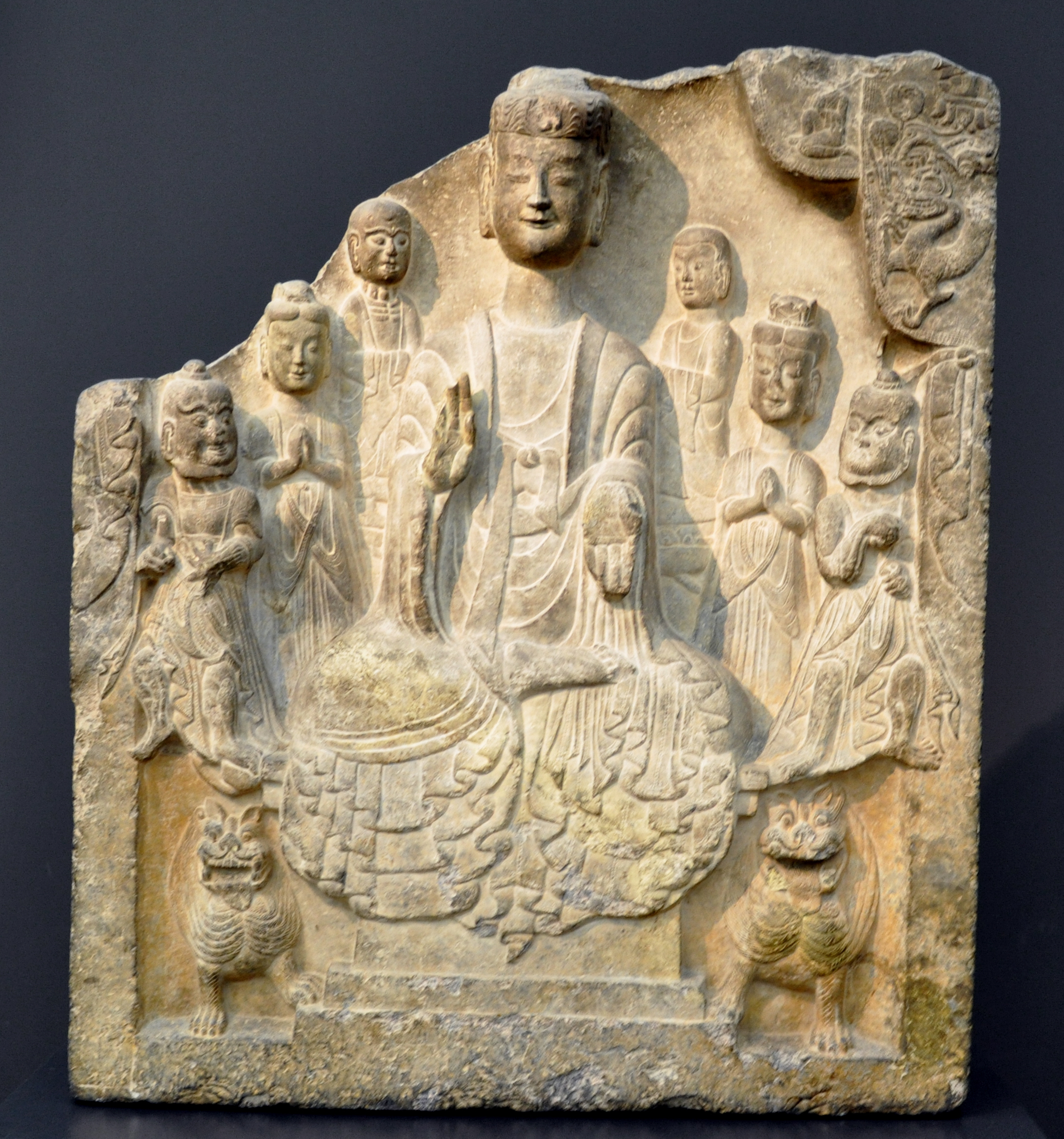
中国、東魏、536CEの仏釈尊の奉納された石碑
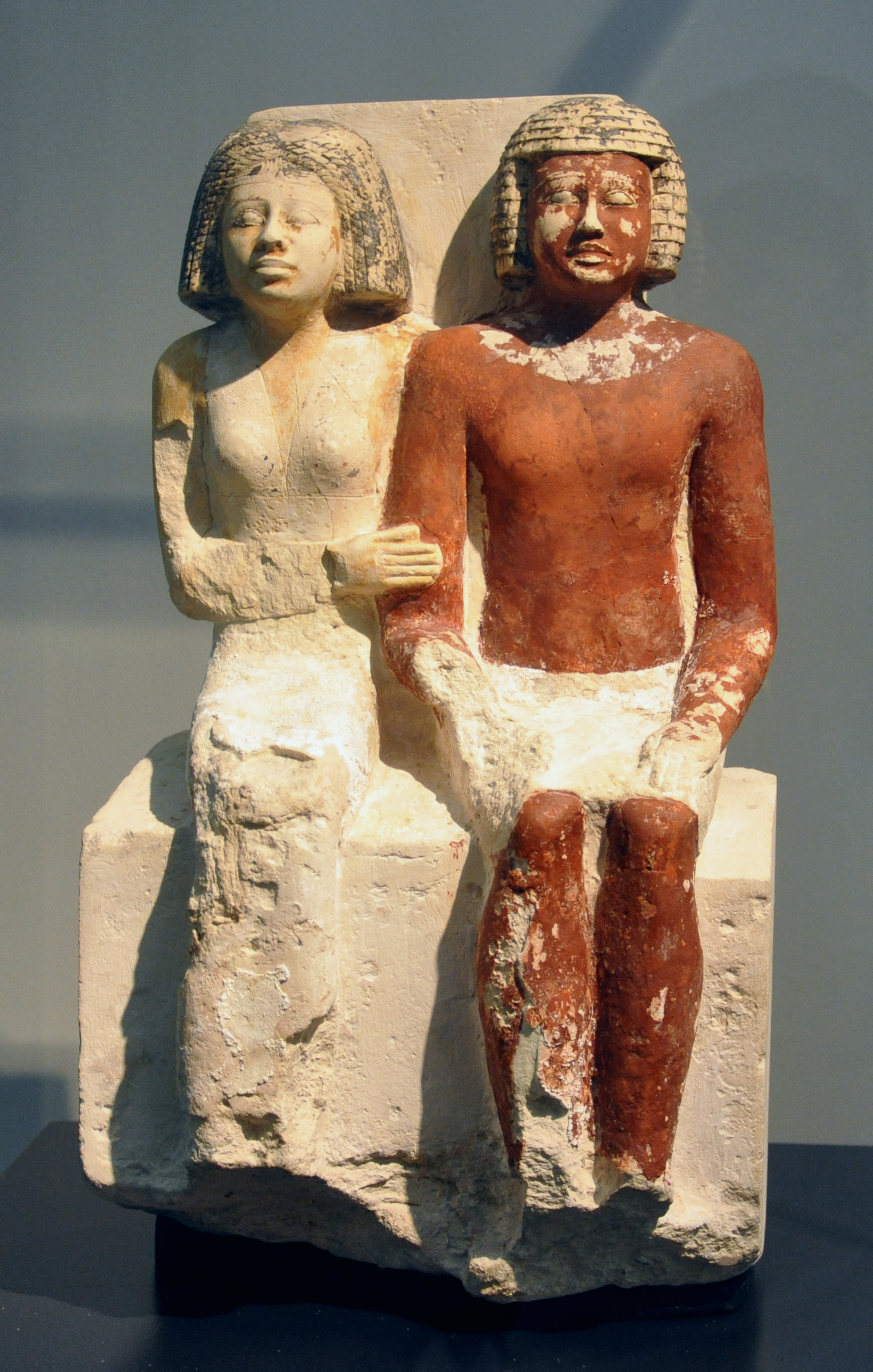
エジプトの第5王朝期のもの、BC2,400年頃1
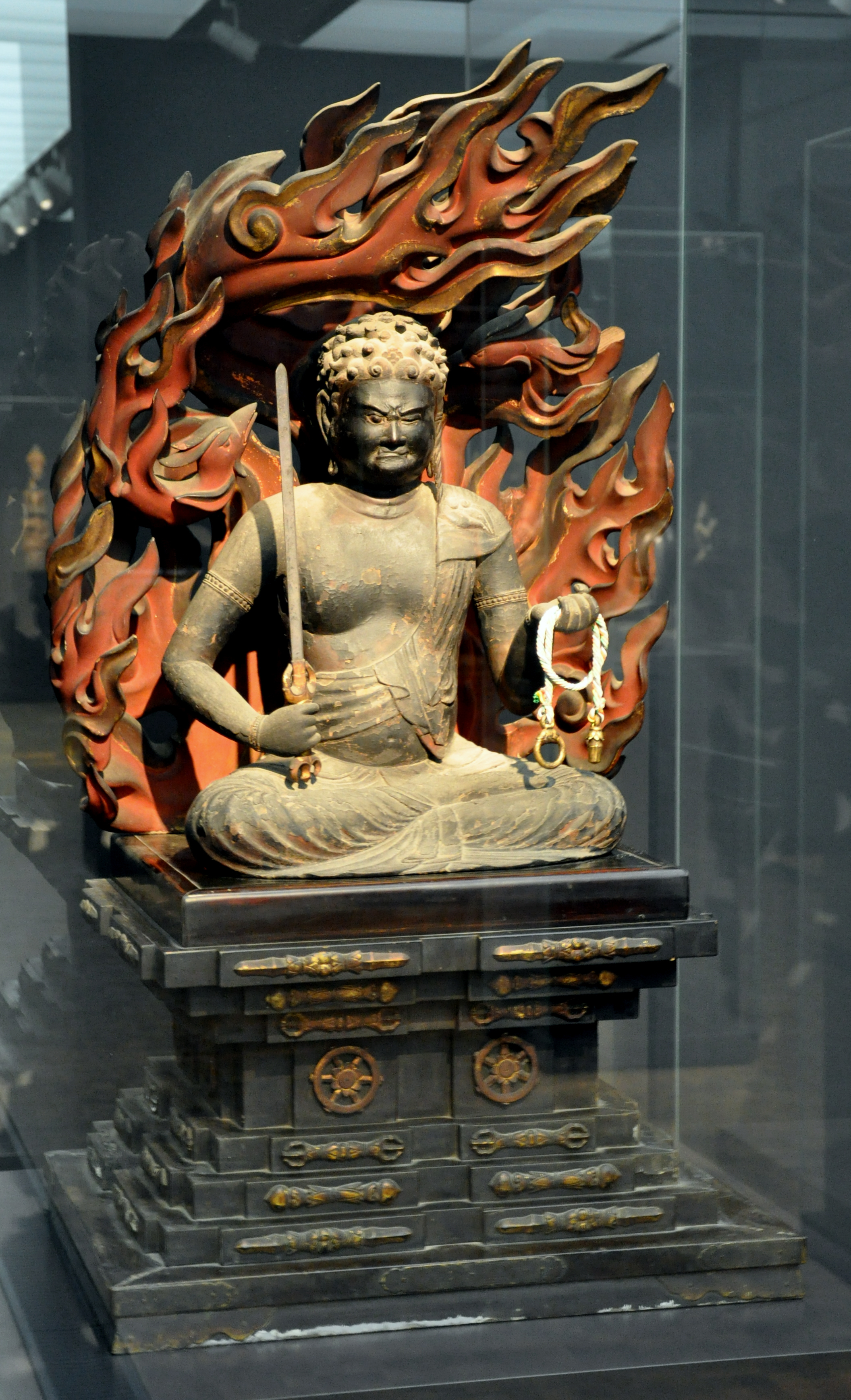
12世紀頃の日本の藤原一族由来の不動明王像
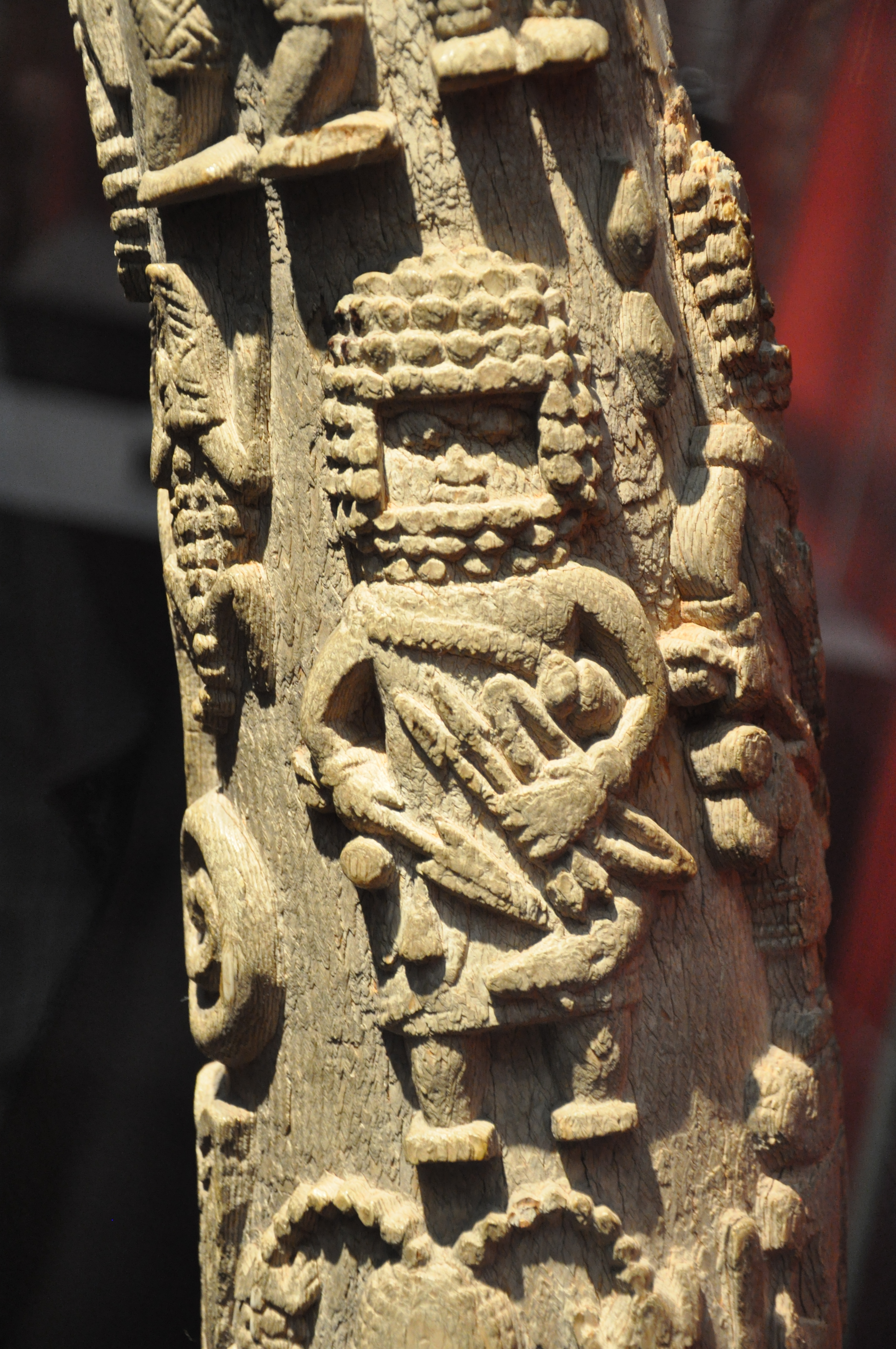
ナイジェリア、17-18世紀頃のベニン帝国の象牙の彫刻